# Миколай Дембовський
Миколай Дембовський (пол. Mikołaj Dembowski; близько 1680 — 17 листопада 1757, Чорнокозинський замок) — польський шляхтич, придворний, римо-католицький релігійний діяч. Кам'янецький латинський єпископ. Представник роду Дембовських гербу Єліта.

## Біографія

Народився близько 1680 року. Його батько — Флоріан Дембовський гербу Єліта — був плоцьким земським суддею. Мати — дружина батька Ева Сьвейко-Цехановецька гербу Тшаска. Старший брат — Антоній Себастьян Дембовський — був Влоцлавекським латинським єпископом, а інший брат — Ян Дембовський — куявсько-поморським латинським єпископом-помічником.
Доволі наосліп йшов за кар'єрою старшого брата (навіть мав схожий на його почерк, хоча далеким від його працьовитості та незалежності мислення). Його життя протягом півстоліття є невпинним прагненням до посад і бенефіцій. Замолоду став королівським секретарем і варшавським каноніком. Пізніше став плоцьким каноніком, 19 червня 1728 — пробощем бельським, 7 вересня 1730 — сохачівським (після вступу на трон Августа III Фрідріха відступив його брату Антонієві) з прибутковою каплицею святого Антонія. У червні 1731 року став краківським каноніком, трохи пізніше ленчицьким схоластиком.
Поїздками до Дрездена (1727, 1730) засвідчив готовність служити інтересам саксонської династії. Тоді його головним захисником був Я. Ліпський. У 1732—1733 роках був послом Коронного трибуналу. На передконвокаційному сеймі в Плоцьку 1733 року монстранцією біля вівтаря гамував спалахи гніву шляхтичів від правління Августа III Фрідріха. Перемога Августа III сприяла його піднесенню: став мехувським пробощем; 1 листопада 1741 у Дрездені отримав призначення (номінацію), а 1742 року став єпископом у Кам'янці на Поділлі. Дбав про бідну Кам'янецьку дієцезію: відновив собор, будував костели, заснував у Кам'янці семінарію, працював над піднесенням рівня духовенства. У критичний для сім'ї Чорторийських 1753 вступив у «табір» прихильників Єжи Августа Мнішека, від якого отримав 3 серпня орден Білого орла. Після Сейму 1754 року як і брат належав до більшості Сенату, яка заохочувала короля прийняти Острозьку ординацію під управління його адміністрації, також засідав у дубенській комісії (1754—1756), що мала люструвати доходи Острозької ординації та визначити її долю на думку двору. Брюль згадав йому цю заслугу, коли стала вакантною посада архієпископа Львова, і першим її запропонував Дембовському, щоб нейтралізувати кандидатуру Героніма Шептицького, а невдовзі король Август III номінував на посаду. Миколай Дембовський обговорював збереження за ним посади в Мехуві і суму оплат на основі папської булли, однак невдовзі раптово помер, не дочекавшись затвердження Папи. Переслідував юдеїв, за місяць перед смертю наказав привселюдно спалити Талмуд у Кам'янці-Подільському.
Помер 9 листопада 1757 року в Чорнокозинецькому замку, так і не вступивши на посаду.

## Контакти з єврейськими громадами
Миколай Дембовський звернув увагу на діяльність Якова Франка та його «єретичної» групи, яка вступила в конфлікт з ортодоксальними рабинськими громадами. Виявивши в ідеях франкістів вплив християнства і заперечення багатьох єврейських заповідей, Миколай Дембовський став розробляти план навернення членів секти в католицтво і ослаблення талмудистів. Для того, щоб підвищити значимість франкістів серед євреїв, він організував у 1757 році диспут між франкістами і ортодоксальними євреями. Диспут проходив в Кам'янець-Подільському з 20 червня по 10 вересня, 10 днів дискусій з великими перервами. Франкісти тоді заявили, що «Месія ніколи не прийде, а Єрусалим ніколи не буде відбудовано». При цьому франкісти обережно говорили, що вже прийшов Месія, хоча вони мали на увазі швидше за все Саббатая Цеві, а в цих ідеях можна було побачити й визнання християнських догматів. Франкісти вважали Талмуд шкідливим, і вважали істинної книгу Зохар. Диспут тривав близько десяти днів, і франкісти були визнані переможцями.
17 жовтня 1757 року в Кам'янець-Подільському відбувся єпископський суд, який за результатами диспуту визнав перемогу франкістів. Суд постановив публічно спалити Талмуд, як шкідливу книгу, на міському базарі. Цей суд скасував санкції, прийняті рабинами проти франкістської організації Лянцкорунь і постановив виплатити їм компенсацію, суд також зобов'язав євреїв платити заплатити додатковий податок на потреби церкви в Кам'янці-Подільському.
Керівники єврейських громад стали домагатися в королівському уряді Польщі і по дворі Папи перегляду рішень суду, проте виконавці стали планомірно вилучати і спалювати копії талмуду, але як раз в цей час Микола Дембовський несподівано помер (17 листопада 1757).
Факт його смерті справив велике враження як на католиків, так і на євреїв. Процес конфіскації і спалювання талмудів припинився. Смерть Миколая Дембовского нерідко трактується як покарання за спалювання священних книг. Його послідовники далі не наважувалися продовжувати контакти з франкістами. Якоб Франк і значна кількість його послідовників були вигнані з єврейських громад і змушені були тікати до Туреччини, де прийняли іслам.